# Lili & Sussie (musikalbum)
Lili & Sussie är Lili & Susies debutalbum, som gavs ut 1985 på EMI. Det är producerat av Niklas Strömstedt.

## Låtlista
A
1. "Jag vet, jag vet" (Strömstedt)
2. "Sommar i natt" (Strömstedt-Päivärinta)
3. "Vågens tecken" (musik: Lasse Carlsson/Gunnar Skoglund/Niklas Strömstedt/Lili Päivärinta/Sussie Päivärinta text: Keith Almgren/Niklas Strömstedt)
4. "Feber" (Springsteen-Strömstedt)
5. "Älska mej" (Strömstedt)

B
1. "När du var min" (Prince-Strömstedt)
2. "Stjärnljus" (musik: Lasse Carlsson/Gunnar Skoglund/Lili Päivärinta/Sussie Päivärinta text: Inger Sjö)
3. "Inte längre din" (Strömstedt)
4. "Ängel" (Strömstedt)
5. "Jag väntar på en chans" (Strömstedt-Bark)
6. "Fantasi" (Strömstedt)

## Listplaceringar
| Lista (1985) | Topplacering |
| ------------ | ------------ |
| Sverige      | 44           |

### Fotnoter
1. ↑  ”Lili & Sussie”. Svensk mediedatabas. http://smdb.kb.se/catalog/search?q=lili+%26+sussie&sort=OLDEST. Läst 19 januari 2013.
2. ↑  Placeringar på den svenska albumlistan